# El Campillo (Valladolid)
El Campillo es un municipio y localidad española de la provincia de Valladolid, en la comunidad autónoma de Castilla y León. Cuenta con una población de 198 habitantes (INE 2024).

## Demografía

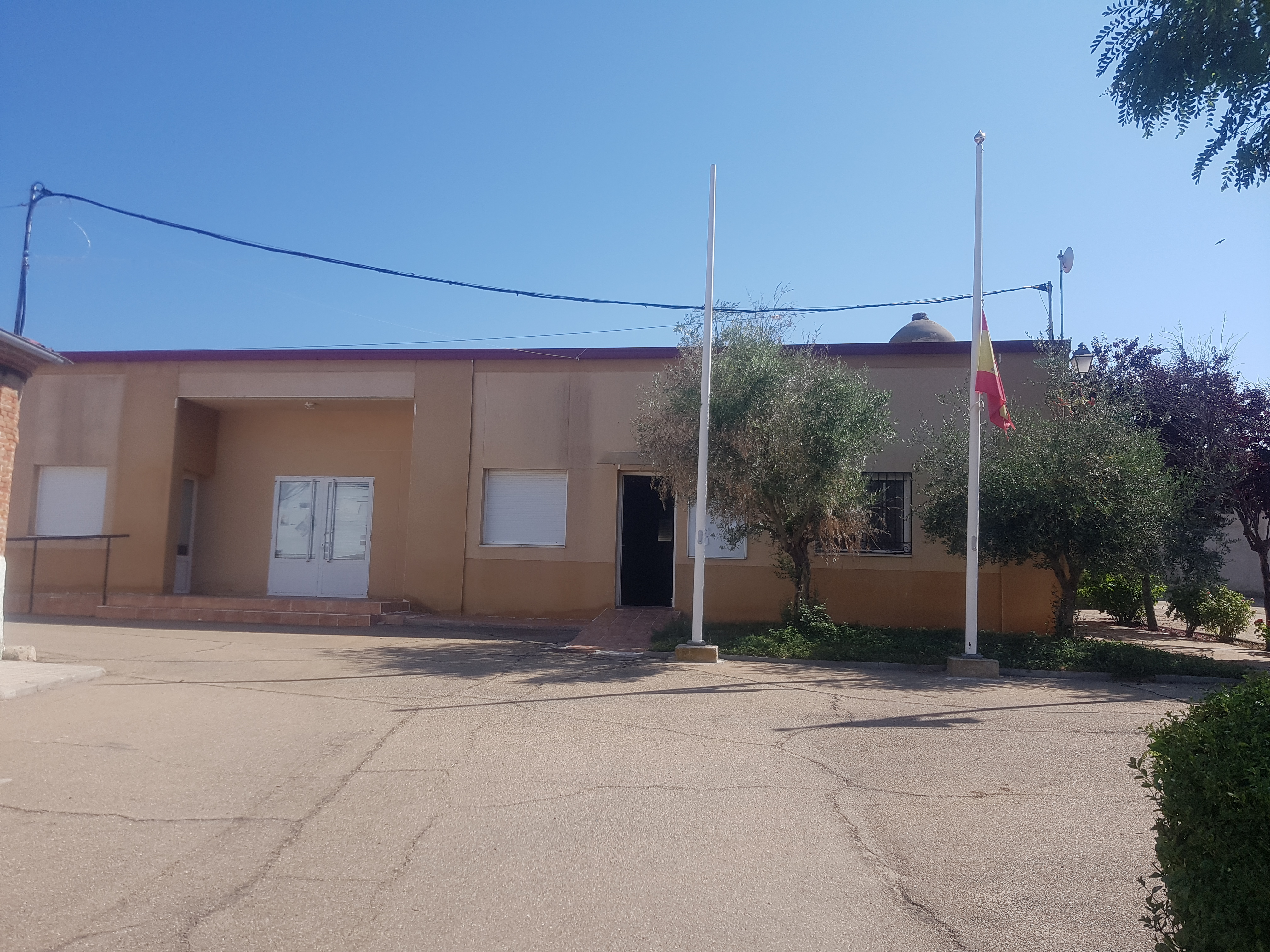
Casa consistorial

Cuenta con una población de 198 habitantes (INE 2024).
| Gráfica de evolución demográfica de El Campillo entre 1842 y 2021 |
| |
| Población de derecho según los censos de población del INE Población de hecho según los censos de población del INEEn estos censos se denominaba Campillo: 1842 y 1857 |

## Fiestas
- La Cruz de Mayo.
- 15 de agosto: fiesta de Nuestra Señora de la Asunción (patrona del pueblo).
- 16 de agosto: Fiesta de San Roque (patrón del pueblo).
- 17 de agosto: Fiesta de San Roquillo.